# Alexander Uber
Karl Alexander Benjamin Uber (* Juni 1783 in Breslau; † Juni 1824 in Carolath, Preußen) war ein Dirigent, Kapellmeister, Komponist und Cellist.

## Leben
Uber war ein Sohn des Rechtsgelehrten und Musikers Christian Benjamin Uber (1746–1812) und der Bruder des Kreuzkantors Friedrich Christian Hermann Uber (1781–1822). Er besuchte das Breslauer Elisabethum und erhielt zunächst eine Ausbildung als Violinist und Violoncellist. Er war Schüler von Johannes Zacharias Jäger d. Ä. (Violoncello), Johann Janetzek (Violine) und wurde von Joseph Ignaz Schnabel in Musiktheorie unterrichtet. Ubers Vater war ein begeisterter Musikliebhaber, der sich in seiner Freizeit mit der Komposition von Kammermusik beschäftigte und in seinem Haus wöchentlich zwei Konzerte veranstaltete. Uber kam dadurch mit Friedrich Wilhelm Berner, Joseph Wilhelm Klingohr (1783–1814) und Carl Maria von Weber in Kontakt, dessen Karriere beim Theater in Breslau begann. Ab 1804 unternahm er Konzertreisen, trat als Violoncellovirtuose und Dirigent auf und war in mehreren Orten als Kapellmeister tätig. 1820 ließ er sich vorübergehend in Basel nieder, wo er heiratete, lebte aber ab 1821 dauerhaft in Breslau, wo er 1823 Kapellmeister des Reichsgrafen von Schönaich und des Fürsten Heinrich zu Carolath-Beuthen wurde.
Von Uber sind ein Cellokonzert (Op. 12, Carl Maria von Weber gewidmet), Ouvertüren, Variationen für Cello und Orchester, verschiedene Instrumentalstücke und Lieder überliefert, sowie seine Variationen mit Quartettbegleitung (op. 14).